# Czvitkovics Péter
Czvitkovics Péter (Székesfehérvár, 1983. február 10. –) magyar válogatott labdarúgó.

## Pályafutása
Édesapja, nagybátyja és bátyja, sőt unokatestvérei is űzték, illetve űzik a sportágat. Háromévesen látott először labdarúgó-mérkőzést, tízévesen már a Videoton serdülőcsapatában rúgta a gólokat. Innen igazolta le az MTK, melyben tíz és fél évet húzott le. Egyike volt a fővárosi kék-fehérek üstökösként az élvonalba berobbant fiatal tehetségeinek, már az 1998/99-es bajnokságban bemutatkozott az élvonalban. Két év múlva kihagyhatatlan volt az MTK-ból, Debrecenbe való szerződéséig 157 NB I-es találkozón lépett pályára, s összesen 29 gólt szerzett. Ezzel fiatal kora ellenére a klubhűség mintaképe is lehetne, ám szívesen ment volna külföldre, hívták a Hamburgba, majd a Hannoverbe, de klubja akkor még nem engedte el. A 2009-2010-es szezonban kulcsembere volt a Bajnokok Ligájába jutó debreceni csapatnak, ő szerezte a klub történetének első gólját a sorozat főtábláján a Fiorentina ellen, és a szurkolók őt választották az év legjobb debreceni játékosának. (Zilahi-díj)
A második alkalommal átadott Hónap Játékosa-díj győztese volt 2010 áprilisában. A pepsifoci.hu és a Sport Televízió közös kezdeményezését 41 ponttal nyerte Megyeri Balázs (24) előtt.
2010-ben az év hazai játékosa az nb1.hu internetes portál szavazásán.
2016 decemberében a Vasas SC, melynek 2015 februárja óta volt játékosa - és egy időben csapatkapitánya - felbontotta szerződését, amit később  Czvitkovics saját közösségi oldalán jelentett be.
2019-ig a Budaörsi SC játékosa volt.
2019 júniusától a III. Kerületi TVE játékosa és pályaedzője lett.

## Sikerei, díjai
MTK
- Magyar bajnoki aranyérmes: 1999, 2003
- Magyar bajnoki ezüstérmes: 2000, 2007
- Magyar bajnoki bronzérmes: 2006
- Magyarkupa-győztes: 2000
- Magyar szuperkupa-győztes: 2003

DVSC
- Magyar bajnoki aranyérmes: 2009, 2010
- Magyar bajnoki ezüstérmes: 2008
- Magyarkupa-győztes: 2008, 2010, 2013
- Magyarkupa-döntős: 2007
- Magyar szuperkupa-győztes: 2009, 2010
- Magyar szuperkupa-döntős: 2013
- Ligakupa-győztes: 2010
- Ligakupa-döntős: 2011
- Zilahi-díj: 2010

VASAS
- Magyar másodosztály aranyérmes: 2015

## Statisztika

### Mérkőzései a válogatottban
| Magyarország | Magyarország        | Magyarország                    | Magyarország | Magyarország | Magyarország  | Magyarország | Magyarország | Magyarország |
| #            | Dátum               | Helyszín                        | Hazai        | Eredmény     | Vendég        | Kiírás       | Gólok        | Esemény      |
| ------------ | ------------------- | ------------------------------- | ------------ | ------------ | ------------- | ------------ | ------------ | ------------ |
| 1.           | 2006. október 11.   | Ta’ Qali, Nemzeti Stadion       | Málta        | 2 – 1        | Magyarország  | Eb-selejtező | -            | 59'          |
| 2.           | 2010. szeptember 7. | Budapest, Szusza Ferenc Stadion | Magyarország | 2 – 1        | Moldova       | Eb-selejtező | -            | 46'          |
| 3.           | 2010. október 8.    | Budapest, Puskás Ferenc Stadion | Magyarország | 8 – 0        | San Marino    | Eb-selejtező | -            | 79'          |
| 4.           | 2010. november 17.  | Székesfehérvár, Sóstói Stadion  | Magyarország | 2 – 0        | Litvánia      | barátságos   | -            | 73'          |
| 5.           | 2011. március 25.   | Budapest, Puskás Ferenc Stadion | Magyarország | 0 – 4        | Hollandia     | Eb-selejtező | -            | 46'          |
| 6.           | 2011. március 29.   | Amszterdam, Amsterdam ArenA     | Hollandia    | 5 – 3        | Magyarország  | Eb-selejtező | -            | 90'          |
| 7.           | 2011. június 3.     | Luxembourg, Stade Josy Barthel  | Luxemburg    | 0 – 1        | Magyarország  | barátságos   | -            | 68'          |
| 8.           | 2011. június 7.     | Serravalle, Olimpiai Stadion    | San Marino   | 0 – 3        | Magyarország  | Eb-selejtező | -            | 71'          |
| 9.           | 2011. augusztus 10. | Budapest, Puskás Ferenc Stadion | Magyarország | 4 – 0        | Izland        | barátságos   | -            | 86'          |
| 10.          | 2011. november 11.  | Budapest, Puskás Ferenc Stadion | Magyarország | 5 – 0        | Liechtenstein | barátságos   | -            | 70'          |
|              | Összesen            |                                 |              | 10           | mérkőzés      |              | 0            | gól          |